# Królestwo Cuzco
Królestwo Cuzco – państwo w Andach, początkowo istniejące jako państwo-miasto, z czasem na drodze ekspansji stało się najsilniejszym i podstawą Imperium Inków.
Inkowie zamieszkali w regionie Cuzco w XII wieku, stając się ośrodkiem państwa pod władzą półlegendarnego Manco Capaca.
W 1438 roku, za rządów Pachacuteca, państwo objęło duży obszar i zdominowało życie polityczne i kulturalne obszaru Andów.